# 文良港
文良港是一座马来西亚吉隆坡东北部的市郊同时也是一座华人新村，北临鹅唛，东临淡江，南临斯迪亚旺沙，西临冼都，距吉隆坡市中心约7公里。

## 历史
文良港自1862年就已经存在，是当时吉隆坡东北区的矿地，到了1880年才发展成为矿镇。当时有很多亚答屋，而唯一一条通往市中心的道路两旁都是荒草地，周围则多是橡胶园丘。随着矿镇发展，当地便出现了光前村，村里有一条名为“双溪柏龙岗”（Sungai Belongkong）的河流，“文良港”即是闽南话的谐音地名。而文良港的马来语名“Setapak”的含义为“一步”，带有“非常临近吉隆坡市中心”的涵义。
独立以后文良港在发展洪流下成为一个吉隆坡繁忙的外围城区，并在60年代末迎来了拉曼学院。该学院的出现带动文良港新城区的发展，使文良港从以锡矿发迹的小村庄蜕变成为吉隆坡的高密度住宅城区。其中金满成功集团（Platinum Victory）也在翠湖园（Danau Kota）一带陆续兴建了多栋服务式公寓。然而文良港区（Mukim Setapak）内的旺沙玛珠的发展较旧城区来的出色，而未来文良港也将迎来“吉隆坡河畔城市”发展计划，带动鹅唛河旧区周边区域的发展。

## 基建
文良港内有许多景点，其中位于安邦淡江的马来西亚国家动物园十分靠近这里。其他景点有蒂蒂旺沙湖滨公园、热水湖、比南利纪念碑等。文良港还设有政府办事处，其中包括电脑验车中心（PUSPAKOM）及陆路交通局（JPJ）总部。

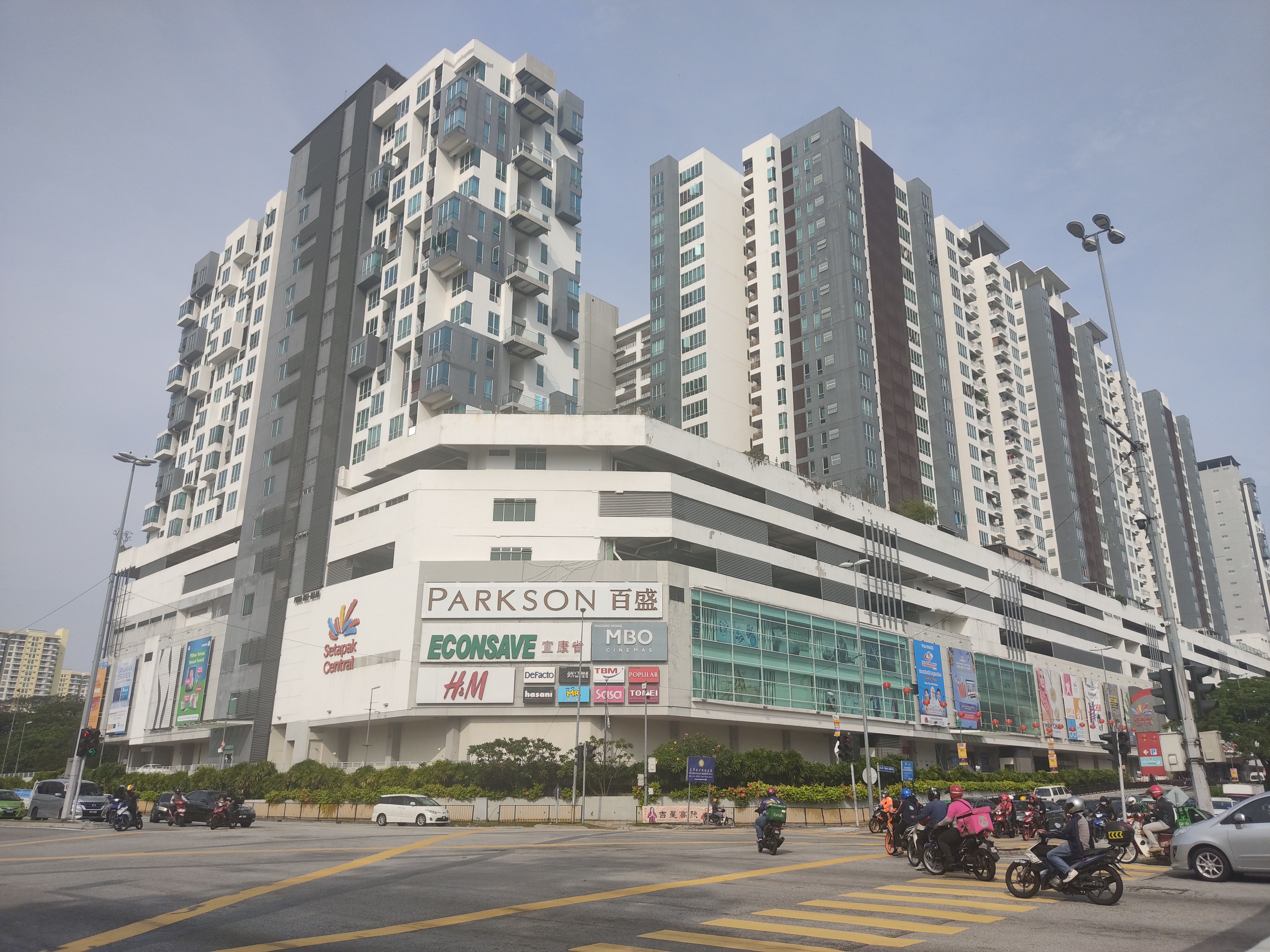
文良港百乐广场

文良港的拥有许多购物场所，其中包括文良港百乐广场（Setapak Central，内设宜康省和百盛）、旺沙逍遥游（Wangsa Walk）、美拉华蒂广场（Melawati Mall）、巨人霸市（Giant）、永旺霸市（AEON BIG）和迈汀（Mydin）霸市等。
文良港也有许多著名人物，其中包括南益树胶厂老板李光前、巨星比·南利。其他名人包括林景清、茜拉、吴蔚昇和梁峻豪。

## 教育
文良港华人先贤在发扬母语教育方面颇热心。其中吉隆坡中华国民型华文中学是马来西亚内的卓越学校之一，自1919年开办至今，已是一所有规模的国民型华文中学。目前文良港共有5间华小，分别为侨南、中华、民义、南益和于2015年开设的旺沙玛珠华小。文良港在高等学府方面拥有拉曼大学学院总院，是马来西亚华人公会于1969年创办的华人民办高等学府，并在2013年5月2日正式升级为拉曼大学学院；在2022年4月8日，拉曼大学学院正式升级为拉曼理工大学。
此外，该区还有文良港技职业学院，这所学院于1976年8月16日由时任副首相兼教育部长马哈迪·莫哈末主持开幕。

## 交通
文良港交通便利，周边的高速公路有第二中环公路（MRR2）和大使路－淡江大道（DUKE）。公共交通方面则有吉隆坡快捷通巴士（250号巴士直达吉隆坡市中心，T250号则至旺沙玛珠轻快铁站）、Kumpool共享电召车、轻快铁格拉那再也线、吉隆坡单轨蒂蒂旺沙站和正在规划中的吉隆坡环状线。

## 政治
文良港属于旺沙玛珠国会议席，该议席在马来西亚下议院的代表为来自希盟公正党的扎希尔哈山。